# Lex Caecilia Didia
Caecilia Didia va ser una llei de l'antiga Roma proposada l'any 98 aC pels cònsols Quint Cecili Metel Nepot i Tit Didi que prohibia la proposta de la Lex Satura. Deia que no es podia sotmetre a l'aprovació del poble una llei que tingués diverses propostes barrejades que es rebutjaven o aprovaven globalment, i s'havien de presentar i aprovar per separat. Establia també que les lleis s'havien de promulgar tres nones després d'haver estat aprovades. Alguns autors pensen que aquesta segona part era en realitat una llei diferent.